# اچ‌ام‌اس کاریسفورت (۱۹۱۴)
اچ‌ام‌اس کاریسفورت (۱۹۱۴) (به انگلیسی: HMS Carysfort (1914)) یک کشتی بود. این کشتی در سال ۱۹۱۴ ساخته شد.